# Giulia Becker
Giulia Marie Becker (* 22. Januar 1991) ist eine deutsche Autorin, Fernsehmoderatorin und Musikerin. Bekanntheit erlangte sie durch die Fernsehsendungen Neo Magazin Royale und Die Carolin Kebekus Show.

## Werdegang
Giulia Becker wuchs als Tochter einer Grafikdesignerin und eines Baustoffhändlers in Unglinghausen, einem Stadtteil von Netphen in der Nähe von Siegen, auf und studierte Medienwissenschaft an der Universität Siegen. Sie zog 2013 nach Köln und lebt seit 2022 im Kölner Umland.

## Ausbildung und erstes öffentliches Wirken
Nach dem Abitur absolvierte sie ein Praktikum zunächst in der Dramaturgie, anschließend im Szenenbild der Telenovela Sturm der Liebe. Bereits seit der Schulzeit schrieb sie gerne; dem Leiter eines Schreib-Workshops in Siegen gelang es, sie zu überreden, ihre Geschichten auf der Bühne vorzutragen. Sie nahm an der U20-Meisterschaft im Poetry Slam 2009 in Düsseldorf teil und erreichte dort das Finale.
In einem Twitter-Seminar an der Universität erstellte sie wie alle Teilnehmer im April 2014 für sich ein Twitter-Profil, ein Jahr las sie zunächst nur die Tweets anderer. 2015 begann sie selbst als „Schwester Ewald“ zu twittern, ihre gemäß der Süddeutschen Zeitung „impulsiven, spitzen und schonungslos selbstironischen Kommentare“ mit einem Stil in einer „Mischung aus maulig und lakonisch, derb und intelligent“ wurden teilweise tausendfach retweetet und führten so zu über 77.600 Followern.(Stand August 2022) 

## Neo Magazin Royale
Im Sommer 2015 erkundigte sich Jan Böhmermann, ob jemand wisse, wer hinter ihrem Twitter-Account stecke, während sie zufällig zur gleichen Zeit ein Redaktionspraktikum bei der Produktionsfirma der Late-Night-Show Neo Magazin Royale  absolvierte. Daraufhin wurde sie in den Autorenraum der Sendung eingeladen und als Mitarbeiterin engagiert. Einen ihrer ersten Auftritte in der Sendung hatte Becker im Herbst 2015 in Folge 24 als „Coco“, Mitgründerin des fiktiven Start-ups Kein Keks, das Prinzenrolle-Füllung pur verkaufte und die Nüsse aus Toffifee-Pralinen entfernte. Seit Januar 2016 arbeitet Giulia Becker fest als einzige Gagschreiberin neben fünf bis acht männlichen Kollegen im Autorenteam von Neo Magazin Royale.
Im Dezember 2016 erschien das erste komplette Musikvideo von Giulia Becker im Neo Magazin Royale. Zur Melodie von Michael Jacksons Lied Earth Song sang Becker, die zwar fünf Jahre Unterricht im Popgesang hatte, nach eigenem Bekunden aber keine Noten lesen kann. Beckers Stück „Verdammte Schei*e“, das sie im Stil von Adele selbst singt, handelt von ihrem Redaktionsalltag, wo sie nur eine Sache von ihren männlichen Kollegen unterscheidet: ihre Scheide. Im Video – laut dem Onlinemagazin Bento eine zynische Abrechnung mit Alltagssexismus und Machogehabe in männerdominierten Berufen – sind auch weitere prominente Personen wie Hazel Brugger, Ina Müller, Nora Tschirner, Maren Kroymann, Katrin Bauerfeind, Cordula Stratmann, Annette Frier, Olivia Jones oder Jeannine Michaelsen zu sehen, die sich für das Thema starkmachen und mit ihren Händen eine umgedrehte Merkel-Raute als Symbol für die Scheide zeigen.
Das Video, das als erstes Musikstück der Satireshow ohne Beteiligung von Böhmermann mit über 1,1 Mio. Aufrufen viral ging, wurde vom Nachrichtenmagazin Stern als Start einer neuen Frauenbewegung gesehen. Ein halbes Jahr später nahm Der Spiegel den Song in seiner Printausgabe als Aufhänger dafür, dass „Feminismus … plötzlich wieder in“ sei, „die neue Frauenbewegung“ gehöre „zur Popkultur“. Die Wochenzeitung Die Zeit befragte Giulia Becker zu angemessenen Reaktionen auf sexistische Bemerkungen von einem Kollegen, die Süddeutsche Zeitung sah sie als „Feminismus-Ikone“. Als freie Journalistin schrieb sie auch Artikel z. B. für die Zeit.
Neben ihrer Autorenrolle trat Giulia Becker in diversen weiteren Folgen der Late-Night-Show auf, so z. B. in Folge 34/2015 („Jäger der verlorenen Glatze“) als Mitarbeiter des Monats, in Folge 50 („Kinderurin zerstört Berlin“) mit Kolumne Kolumne Kolumne, in Folge 74 („Schwelbrand im Kebapland“) in Dicke Titten – das Gleichberechtigungsmagazin u. a. In Folge 99 („Schrumpeloma auffa Flucht“) sang Becker das Stück „Monstertruck“, in dem sie selbstironisch ihre Erlebnisse als Mensch ohne Model-Maße thematisiert.
Seit September 2018 hat sie ihre eigene sporadisch erscheinende Rubrik „Die ZDF Tierkritik mit Dr. Margot Dokthor“.

## Literarisches Werk
Am 26. März 2019 erschien ihr erster Roman Das Leben ist eins der Härtesten im Rowohlt Verlag. Der Roman handelt von vier Außenseitern, die vor ihren Problemen fliehen wollen und sich daher aus dem beschaulichen Borken zu einem abenteuerlichen Roadtrip in Richtung Tropical Islands in Brandenburg aufmachen. Die Geschichte bewegt sich dabei zwischen Trash, Tragik und Komik. Der Roman wurde ausgezeichnet mit dem auf 2.222 Euro dotierten Debütpreis der lit.Cologne 2019.

## Podcast
Seit Dezember 2020 moderiert sie zusammen mit Chris Sommer den Podcast Drinnies, einen wöchentlichen Podcast mit humorvollem Blick auf das Zeitgeschehen aus der Sicht von Introvertierten. Ihr Podcast gewann 2021 und 2022 den Deutschen Podcastpreis für das beste Talk-Team sowie 2022 in der Kategorie Bester Independent Podcast.

## Weitere Tätigkeiten
Ebenfalls in einzelnen Rollen vertreten war Becker in der von der bildundtonfabrik produzierten Reihe Gute Arbeit Originals des Online-Medienangebots funk.
Am 12. April 2019 erschien der Song Einfach so von Mine, in dem sie einen Gastauftritt hat.
Seit Mai 2022 tritt sie in einigen Episoden der Fernsehsendung Die Carolin Kebekus Show auf.
Im August 2021 gab das ZDF den Drehstart für die auf Miranda basierende deutschsprachige Sitcom Ruby mit Anna Böger in der Titelrolle bekannt, die für den Sender ZDFneo produziert wird. Damit beauftragt wurden BBC Studios Germany und Studio Zentral. Drehbuchautorin und Creative Producerin für Ruby ist Giulia Becker. Starttermin war der 2. September 2022 in der ZDF-Mediathek und der 13. September für die Fernsehausstrahlung.
Giulia Becker war in der Folge „stick nation / affen in brandenburg“ des Podcasts Too Many Tabs zu Gast, welcher am 20. November 2024 veröffentlicht wurde. Der Podcast wird von ihren ehemaligen Kollegen beim ZDF Magazin Royale, Carolin Worbs und Miguel Robitzky moderiert.

## Auszeichnungen
- 2019: Studio Hamburg Nachwuchspreis in der Kategorie Bestes Entertainment für Let’s Go! Startup-Content Park
- 2019: Debütpreis der lit.Cologne
- 2020: Märkisches Stipendium für Literatur
- 2021: Deutscher Podcastpreis „Bestes Talk-Team“ mit Chris Sommer
- 2022: Deutscher Podcastpreis „Bestes Talk-Team“ & „Bester Independent Podcast“ mit Chris Sommer

## Bücher
- Das Leben ist eins der Härtesten. Rowohlt, Hamburg 2019, ISBN 978-3-498-00689-1.
- Wenn ich nicht Urlaub mache, macht es jemand anderes. Rowohlt, Hamburg 2024, ISBN 978-3-498-00203-9.